# Liste des épisodes de Magic Kaito
Cet article présente la liste des épisodes de l'anime Magic Kaito.
En 2010, Magic Kaito a été adapté en anime par le studio TMS Entertainment et réalisé par Toshiki Hirano. Il a été diffusé pour la première fois en tant qu'épisode spécial le 17 avril 2010, pour marquer l'Année du Kid. Ensuite, chaque année au mois d'Août, quelques épisodes sortent pour le Kaitō Kid's Summer Festival (夏の怪盗キッド祭り, Natsu no Kaitō Kiddo Matsuri): le Festival d'été de Kaitō Kid. Puis, d'autres épisodes sont sortis jusqu'à Noël.
Une seconde adaptation est diffusée pour la première fois en octobre 2014. Celle-ci est produite par le studio A-1 Pictures. L'anime est également diffusé en simulcast dans les pays francophones sur Anime Digital Network et sur la chaîne J-One.

## Doublage
| Personnages                     | Voix japonaises                                       | Voix japonaises  | Voix japonaises  |
| Personnages                     | Détective Conan                                       | TV Speciaux      | Magic Kaito 1412 |
| Kaito Kuroba / Kaitō Kid        | Kappei Yamaguchi                                      | Kappei Yamaguchi | Kappei Yamaguchi |
| Aoko Nakamori                   | Yukiko Iwai (ep 76) / Minami Takayama (ep 219, OAV 4) | Ayumi Fujimura   | Mao Ichimichi    |
| Ginzo Nakamori                  | Unshō Ishizuka                                        | Unshō Ishizuka   | Unshō Ishizuka   |
| Saguru Hakuba                   | Akira Ishida                                          | Akira Ishida     | Mamoru Miyano    |
| Akako Koizumi                   | Megumi Hayashibara                                    | Miyuki Sawashiro | Eri Kitamura     |
| Konosuke Jii                    | Kaneta Kimotsuki (ep 219) / ? (ep 356)                | Kōji Yada        | Michio Hazama    |
| Keiko Momoi                     | Yukiko Iwai                                           | Ai Kayano        | Atsumi Tanezaki  |
| Chikage Kuroba                  | X                                                     | Michie Tomizawa  | Michie Tomizawa  |
| Toichi Kuroba                   | Shūichi Ikeda                                         | Shūichi Ikeda    | Shūichi Ikeda    |
| Snake                           | Kōji Ishii                                            | Hōchū Ōtsuka     | Jūrōta Kosugi    |
| Gunter Von Goldberg II / Spider | X                                                     | Daisuke Namikawa | X                |

## Magic Kaito: KID The Phantom Thief (TV Speciaux)
|  | Épisodes adaptés (sans couleur d'arrière plan) |

|  |  | Épisodes semi-filler (hors manga) et/ou mélange de chapitres |

### Musique
Source : animenewsnetwork
Le premier épisode étant un spécial, l'opening et l'ending sont faits d'images de l'épisode sur le thème principal de Magic Kaito.
Le premier opening (épisodes 02 à 06) - qui est aussi l'opening trente-deux de Détective Conan - intitulé Misty Mystery (trad litt: Mystère Brumeux), est interprété par le groupe de J-Pop Garnet Crow.
Le second opening (épisodes 07 à 12) - qui est aussi l'opening trente-quatre de Détective Conan - intitulé Kimi no Namida ni Konna ni Koi Shiteru (trad litt: Je suis tant Amoureuse de tes Larmes), est interprété par le groupe de J-Pop Natsu Iro. N.B: C'est la première fois que les mondes de Détective Conan et Magic Kaito sont clairement liés, les personnages se faisant réellement face. Cet opening est donc le premier de Magic Kaito à faire référence à ses personnages.
Le premier ending (épisodes 02 à 03) - qui est aussi l'ending trente-neuf de Détective Conan - intitulé Pilgrim (trad litt: Pèlerin), est interprété par le groupe de pop rock japonais B’z.
Le deuxième  ending (épisodes 04 à 06) - qui est aussi l'ending quarante de Détective Conan - intitulé Your Best Friend (trad litt: Ta Meilleure Amie), est interprété par la chanteuse de J-Pop Mai Kuraki.
Le troisième  ending (épisodes 07 à 12) - qui est aussi l'ending quarante-trois de Détective Conan - intitulé Koi ni Koishite (trad litt: Amoureuse de toi), est interprété par la chanteuse de J-Pop Mai Kuraki.

Lors de la sortie DVD de l'anime, un opening et un ending ont été spécialement créés, mettant en scène l'univers de Magic Kaito (tout en réutilisant les mêmes chansons, Misty Mystery pour l'opening, Your Best Friend pour l'ending).

### Liste des épisodes
Alors que Conan, à l'aide d'une petite marionnette représentant le voleur, annonce l'épisode spécial, Kaito récite un petit discours introductif à chaque début d'opening :

« Toujours garder une bonne poker face (face de poker) et ne jamais l'oublier. Prenant l'enseignement de son père à cœur, le prodigieux magicien plane au milieu des gratte-ciel. Voici venir l'entrée de Kaitō Kid! »

"(ポーカーフェイスを忘れるな。 父の言葉を胸にして、摩天楼を駆け抜けるミラクルマジシャン。 怪盗キッド参上!)"
| No | Titre traduit en français                         | Titre japonais               | Titre japonais                    | Date de 1re diffusion |
| No | Titre traduit en français                         | Kanji                        | Rōmaji                            | Date de 1re diffusion |
| --- | ------------------------------------------------- | ---------------------------- | --------------------------------- | --------------------- |
| 1 | Les Secrets de la naissance de Kaitō Kid          | 蘇る怪盗                     | Yomigaeru Kaitō                   | 17 avril 2010         |
| Adapté du T.01, CH.01 LA RENAISSANCE DU VOLEUR FANTÔME - Kaito Kuroba, jeune lycéen de 17 ans qui pratique la magie grâce à Toichi, son père défunt, tombe un jour dans une pièce secrète de sa maison et découvre le costume de Kaitō Kid, un célèbre voleur de pierres précieuses vêtu de blanc qui n'a jamais été arrêté par la police, mais qui a soudainement disparu il y a huit ans, comme son père. Un message préenregistré par celui-ci, mais altéré par le temps, empêche Kaito de découvrir le pourquoi du comment. Le jeune homme décide de revêtir le costume car justement ce soir, il est dit que Kaitō Kid va refaire son apparition, et veut donc lui faire face. Le soir venu, et après un face-à-face entre eux, Kaito découvre que son homologue est Jii, un ancien serviteur de son père, qui lui apprend que son maitre était le véritable voleur fantôme, mais a été assassiné. Kaito décide donc de devenir le Kid à son tour, pour découvrir qui sont les assassins de son père. N.B : Quelques éléments ont été changés par rapport au manga : - La dernière scène où le poisson avale le diamant est changée : elle se passe au bord d'une rivière sur le chemin du retour (et non plus au lycée). Aussi, Kaito ne lui chuchote plus le prix du diamant à l'oreille, mais tire une pancarte avec son pistolet à cartes où il y a écrit « 400 millions de Yen ». |                                                   |                              |                                   |                       |
| 2 | Un rendez-vous animé pour Kaitō Kid               | 怪盗キッドの忙しいデート     | Kaitou Kiddo no Isogashii Dēto    | 6 août 2011           |
| Adapté du T.01, CH.04 KAITO DÉMASQUÉ ? MISSION ÉVASION - Nakamori, l'inspecteur de police qui traque avec acharnement Kaitō Kid depuis ses débuts, se met à soupçonner Kaito d'être le Kid de par ses talents en magie. Sa fille, Aoko, qui est une camarade de classe et amie d'enfance de Kaito, ne peut croire ceci est donne rendez-vous à celui-ci pour prouver le contraire. Devant l'insistance d'Aoko et avec le rendez-vous prévu le même jour que l'apparition du voleur, Kaito soupçonne rapidement le piège. Il doit alors tenter de jongler entre ses deux identités, profitant d'une séance de cinéma pour s'esquiver. Une mission commando se déroule également pour revenir à temps à son rendez-vous et Aoko, ne s'étant pas rendue compte de son évasion, est heureuse de croire que Kaito n'est pas le Kid. N.B : Quelques éléments ont été changés par rapport au manga : - Le programme de destruction de la poupée Kaito présente au cinéma n'existe pas dans le manga. |                                                   |                              |                                   |                       |
| 3 | Madame la Princesse aime la Magie                 | 王女様はマジックがお好き     | Ōjo-sama wa Majikku ga o suki     | 13 août 2011          |
| Adapté du T.01, CH.02 MAGIE, PIÈGES ET SÉDUCTION - Une princesse européenne fait escale à Tokyo le temps d’exposer son diamant. Bien sûr, celui-ci intéresse Kaito, qui se voit mettre des bâtons dans les roues par un détective - également européen - du nom de Delon, qui à la particularité de tirer sur tout ce qui bouge. Kaitō Kid fait donc preuve d'habileté et de séduction auprès de la princesse, tout en tentant d'échapper aux pièges fous de Nakamori et Delon. N.B : Quelques éléments ont été changés par rapport au manga : - Le baiser que donne la Princesse à Kid est inventé, comme la fin où elle se trouve dans l'avion avec une rose que lui a donné le voleur. |                                                   |                              |                                   |                       |
| 4 | La sorcière ne laissera pas couler de larmes      | 魔女は涙をこぼさない         | Majo wa namida o kobosanai        | 24 septembre 2011     |
| Adapté d'un mélange du T.01, CH.06 et T.02, CH.04 (06-10) LE CŒUR D'UNE FEMME - Akako Koizumi arrive au lycée et fait tomber tous les garçons sous son charme, excepté Kaito. Véritable sorcière en magie noire, elle découvre que sa cible, Kaitō Kid, est également indifférent à son charme, et en déduit donc que le voleur et Kaito ne font qu'un. Folle de rage par ce refus d'affection, elle met sur pied un piège magique pour le tuer, allant jusqu'à ensorceler Nakamori. Mais Kaito, loin de se laisser faire, met à nu le cœur de la femme qu'est Akako : celle-ci finit ironiquement par tomber amoureuse de lui, mais jure continuer à tenter de faire de lui son esclave, ignorant tous les autres hommes. N.B : Le fait que deux chapitres qui ne se suivent pas sont mis ensemble changent des éléments par rapport au manga : - Nakamori n'est plus sous l'influence du sort à la fin de l'épisode. |                                                   |                              |                                   |                       |
| 5 | La Destinée du Blue Birthday                      | 運命のブルーバースデー       | Unmei no Burū Bāsudē              | 29 octobre 2011       |
| Adapté du T.03, CH.06 (19) PANDORA, PREMIER CONTACT AVEC L’ORGANISATION - L'anniversaire d'Aoko ayant lieu le soir même, Kaito lui promet d'être là à sa fête. Mais il doit d'abord faire son devoir de voleur, qui va l’amener à plus que ce qu'il ne s'attendait. En effet, des hommes viennent pour l'éliminer, avouant par là même qu'ils pensaient ne pas l'avoir raté la dernière fois. Kaito comprend ainsi qu'il a affaire aux assassins de son père et découvre le pourquoi de sa mort: ces hommes font partie d'une organisation qui recherche un pierre nommée Pandora, qui aurait la particularité de donner l’immortalité. Son père aurait refusé de les rejoindre et en a payé le prix. Kaito jure alors vouloir retrouver cette pierre pour la détruire. |                                                   |                              |                                   |                       |
| 6 | L'Amour sur les pistes de ski à la veille de Noël | 聖夜(イヴ)は恋するゲレンデで | Seiya (IVU) wa Koisuru Gerende de | 24 décembre 2011      |
| Adapté du T.02, CH.01 (07) COURSE, POURSUITES ET SKI - Kaito et sa classe partent en voyage scolaire à la neige et arrivés là-bas, une course de ski en duo est organisée. Akako, continuant de vouloir Kaito, jette un sort aux dossards pour forcer le jeune homme à être son équipier. Mais Kaito, ayant prévu le mauvais tour, échange sa tenue avec un autre garçon fou amoureux d'Akako, qui ne s'en soucie guère. |                                                   |                              |                                   |                       |
| 7 | Des Rivaux Brillants                              | 華麗なるライバルたち         | Kareinaru Raibaru-tachi           | 4 août 2012           |
| Adapté d'un mélange du T.03, CH.02 et CH.03 (15-16 remaniés) + filler (H.S) PLUS D'UN ADVERSAIRE DE TAILLE - Kaito et Aoko assistent avec Akako à un spectacle de l'illusionniste de renom Gunter Von Goldberg II. Le soir suivant, Kid envoie une note et prévoit de voler le rubis incrusté dans une statue de bronze. Saguru Hakuba, un détective lycéen, arrive de Londres car il est intrigué par un voleur du nom de Spider. Sur une intuition, il se retrouve sur le lieu où Kid doit apparaitre. Mais il ne s'intéresse pas à lui, voulant juste rapidement l'arrêter pour se confronter à sa véritable cible. Hakuba arrive à intercepter Kid avant son apparition et tente de le gazer. Mais Kaito, après une bataille, arrive finalement à se saisir du masque à gaz et, se faisant passer pour le détective devant la police, réussit à les berner. Mais Hakuba avait pris soin d'attacher la statue par une chaine au sol, ce qui oblige Kid a finalement abandonner la pierre. Dans sa tentative de fuite, Kid se retrouve confronté à Spider, et celui-ci tente de le manipuler. Hakuba arrive cependant et réveille Kaito de sa transe, mais le détective se retrouve lui-même dans la toile de l'ennemi. Kid le libère et se confronte à Spider par la magie, piquant de ce fait la curiosité de celui-ci. Les deux voleurs disparaissent finalement à l'arrivée de la police, et Hakuba, sachant que la cible de Spider est désormais Kid, décide de rester à Tokyo. Il atterrit ainsi dans la classe de Kaito, à la grande surprise de celui-ci. Après ceci, l'organisation sait désormais que c'est un nouveau Kid qui agit et Gunter Von Goldberg II se révèle être Spider. N.B: La rencontre de Kid et Hakuba est modifiée dans l'anime, le détective ne se préoccupant pas du tout du voleur (mais par un autre criminel, qui a été créé spécialement). Il n'a donc aucune connaissance de son identité. |                                                   |                              |                                   |                       |
| 8 | Le Secret de Red Tear, la Larme Rouge             | レッド・ティアーの秘密       | Reddo Tiā no Himitsu              | 11 août 2012          |
| Adapté du T.04, CH.02 (22) + d'un peu de filler (H.S) HISTOIRE DE FAMILLE - Red Tear, le rubis de famille d'une jeune magicienne de la compagnie Hopper, est pris pour cible par Kid. Mais lors d'une balade avec Aoko et leur rencontre surprise avec cette magicienne, Kaito se rend compte que l'Organisation veut aussi mettre la main sur la pierre. Se souvenant d'une chose que son père lui avait dit à propos de la gemme et avec les avertissements d'Akako, Kaito décide finalement d'annuler son vol. Mais l'organisation est présente le soir du dernier spectacle de la compagnie et Kaito décide d'agir. Alors qu'un faux Kid occupe la police, Snake attaque Jodie, la jeune magicienne, qui est sauvée à temps par Kid. Après une course poursuite, Kaito se débarrasse de Snake grâce à un de ses tours et montre le véritable pouvoir de Red Tear à sa propriétaire: ses souvenirs d'enfance que son grand-père a rassemblé grâce à la magie. Kaito peut être fier : il a réussi à sauver la pierre dont son père lui avait parler et qu'il fallait protéger à tout prix. |                                                   |                              |                                   |                       |
| 9 | Une Sorcière, un Détective et un Voleur Fantôme   | 魔女と探偵と怪盗             | Majo to Tantei to Kaitō           | 29 septembre 2012     |
| Adapté du T.03, CH.04 (17) + filler (H.S) UN CADEAU POUR UN SOUPÇON - Le prochain vol de Kid semble compromis lorsqu'Hakuba commence à soupçonner Kaito d'être le voleur fantôme. Akako, qui prédit grâce à sa boule de cristal son arrestation par le détective, décide de venir en aide à Kaito en prenant sa place. Mais Spider est bien décidé à en finir avec le Kid et, alors que Kaito a réussi à se libérer des menottes d'Hakuba pour venir en aide à Akako, il découvre que Spider connait l'identité du premier Kid. Hakuba arrive alors et dévoile l'identité présumée de Spider. Celui-ci arrive cependant à s'enfuir et tandis qu'Akako remet le bijou volé à Kaito, elle se promet de mettre à mal tous les obstacles qui se dresseront devant le jeune homme. Celui-ci revient alors pour donner le bijou à la police, mais Hakuba sait dorénavant que Kaito est le Kid, sans avoir de véritables preuves. N.B: Prémisse des soupçons d'Hakuba envers Kaito, ce qui rejoint le manga (malgré l'invocation et la présence de Spider dans l'affaire). |                                                   |                              |                                   |                       |
| 10 | Souvenir du Golden Eye, l’œil d'Or                | 追憶のゴールデン·アイ        | Tsuioku no Gōruden·Ai             | 3 novembre 2012       |
| Adapté du T.04, CH.05 et 06 (25-26) + un peu de filler (H.S) UN DÉFI ENTRE VOLEURS - Lors de l'un de ses vols, Kaito Kid est défié par Chat Noir, un voleur français du même acabit que lui. Celui-ci veut savoir qui est le meilleur d'entre eux deux et la cible à pourvoir est la bague du Golden Eye, un bijou que possédait Marie-Antoinette. En pleine préparation, Kaito reçoit un coup de téléphone d'Hakuba - alors à Paris, sur les traces de Spider - qui lui donne des informations sur Chat Noir, afin de s'assurer que Kid ne perdra pas. Alors que l'inspecteur Nakamori, sur ordre du propriétaire et de Ruby Jones - l'experte en assurance américaine, veut tenter de piéger les voleurs en portant la bague sur lui, Kid réussit à la voler en se servant d'une illusion. Chat Noir lui téléphone alors en lui disant qu'il n'a volé qu'une copie mais Kid avoue qu'il le sait et qu'il a subtilisé la véritable bague - qui se trouvait sur la cravate de Nakamori - avant le vol. Kaito révèle également qui se cache derrière Chat Noir, qui n'est d'autre que Ruby Jones, une Française se faisant passer pour une américaine. C'est grâce à une faute de Ruby sur la signification des pierres de naissances que Kaito a découvert la vérité. La jeune femme, à bord d'un avion, avoue alors qu'elle faisait cela pour son père, qui possédait les bijoux. Par l'intermédiaire de Jii, Kaito lui donne la véritable bague, ayant deviné la raison de ces vols. C'est alors que Ruby comprend qui est Kid, car lors d'une discussion avec Aoko elle avait pensé que Kaito était né en décembre en ayant la pierre malachite (malakaito en japonais) pour pierre de naissance. Ce qu'Aoko a rectifié en disant qu'il est né en Juin et ce que, plus tard, Kid rectifia également par ce fait sur la prononciation. N.B: L'appel téléphonique d'Hakuba a été modifié : le détective se trouvant à Paris, la présence de Gunter Von Goldberg II/Spider a été invoquée pour justifier cela. Kaito et Hakuba font d'ailleurs référence à Spider lors de leur discussion, outre le sujet Chat Noir. N.B : La collection qui se rapporte à Marie-Antoinette est unique à cette version animée. Aussi, le tableau que l'on voit d'elle dans l'épisode est celui de Jean-Baptiste Gautier Dagoty daté de 1775. N.B : L'Opéra Garnier apparaît sous le nom de L'Académie Nationale de Musique. |                                                   |                              |                                   |                       |
| 11 | Les Larmes du Crystal Mother                      | 涙のクリスタル・マザー       | Namida no Kurisutaru Mazā         | 22 décembre 2012      |
| Adapté du T.04, CH.01 (21) + filler (H.S) REINE DE CŒUR - Kid prévoit de voler une Pierre précieuse du nom de Crystal Mother appartenant à la reine d'un grand pays qui est à bord d'un train ralliant Tokyo à Osaka. Accompagné d'Aoko et de Nakamori, Kaito tente de découvrir l'endroit dans lequel la Reine a caché le joyau. Mais l'Organisation se voit embarquer à bord du train avec Snake et Spider, celui-ci se cachant parmi la garde rapprochée du jeune Prince, Philippe. Ce dernier est traité de manière dure par sa mère depuis la mort de son père et veut ainsi protéger la pierre pour regagner son amour. Pourtant, le jeune enfant se fait enlever par Spider et Kid doit alors aller le sauver tout en se débarrassant de Snake. En le protégeant, Kaito révèle son identité à Philippe, qui l'avait deviné précédemment. Le Kid décide alors de donner une leçon à la Reine, afin qu'elle ouvre son cœur à son fils. N.B: Réadaptation du chapitre original, en incluant cependant Spider. Voir aussi Conan contre Kid contre Crystal Mother. |                                                   |                              |                                   |                       |
| 12 | Les larmes d'amour du Chevalier Noir              | ダーク・ナイトに愛の涙を     | Dāku Naito ni Ai no Namida o      | 29 décembre 2012      |
| Adapté du T.04, CH.07 et 08 (27-28) TRISTESSE TÉNÈBREUSE - Nightmare, un voleur qui a la particularité de faire équipe avec d'autres criminels pour les larcins et qui les tue ensuite, oblige le Kid à faire équipe avec lui après lui avoir fourni une échappatoire face à la police. La cible est Dark Knight, des opales noires montées en boucles d'oreilles. Le soir du vol, la police est sur l'affaire - qui amène même Hakuba à revenir - tandis qu'un policier américain haut placé, Jack Connery, est là pour Nightmare. Alors que Kaito croise son fils, qui souffre d'une maladie, il effectue le vol. Allant plus tard rejoindre Nightmare sur le toit d'un immeuble, il révèle son identité qui n'est autre que Jack Connery. Celui-ci explique que l'opération de son fils coûtant cher, il lui fallait de l'argent pour pouvoir ensuite rester toujours auprès de lui. Kaito tente de le résonner mais Jack refuse et ils commencent à se battre. Dans la lutte, Jack glisse du bord et Kaito essaie de le retenir par la main mais son gant finit par lâcher, laissant Jack s'écraser au sol. La police, accompagnée du fils, arrivant dans l'instant, Kaito décide de briser le masque de Nightmare que Jack portait encore afin que son fils ne sache jamais la vérité, laissant penser que Nightmare l'a tué. Le Kid s’évanouit dans les airs en emportant ses remords tandis qu'Hakuba, sur les lieux, réalise ce que le voleur a réellement fait. |                                                   |                              |                                   |                       |

N.B: Un nouveau personnage a été introduit spécialement dans l'anime : Spider, un dangereux criminel illusionniste, opérant pour l'organisation. Il est la cible principale de Saguru Hakuba, mais s'intéresse de près à Kid. Sa présence chamboule quelque peu le déroulement logique qui découle du manga, puisqu'il devient l'antagoniste principal venant de l'Organisation.
N.B: Des clins d’œil à Détective Conan sont faits à chaque épisode avec Conan, les Détective Boys ou même l'Agence du détective Mouri qui apparaissent en caméo.

## Magic Kaito 1412
En juillet 2014, une seconde adaptation est annoncée pour octobre 2014 afin de fêter les vingt ans de publication de Détective Conan dans le magazine Shonen Sunday. L'anime se recentre ainsi plus sur le manga, excluant les personnages ajoutés lors des spéciaux. La production a annoncé une adaptation « complètement nouvelle », et une affaire inédite mettant en scène la rivalité entre Kid et Conan est proposée. Également, l'anime possède des scènes de Kid dans Détective Conan, mais tournées selon le point de vue du voleur.
Le premier opening (épisodes 1 à 12) s'intitule Kimi no Matsu Sekai et est interprété par LAGOON.
Le second opening (épisodes 13 à 24) s'intitule Ai no Scenario et est interprété par le groupe ChiCo et HoneyWorks.
Le premier ending (épisodes 1 à 12) s'intitule WHITE of CRIME et est interprété par le groupe REVALCY.
Le second ending (épisodes 13 à 24) s'intitule Koi no Jumyō et est interprété par Galileo Galilei.
| No | Titre français                                                    | Titre japonais                                                  | Titre japonais                                                               | Date de 1re diffusion |
| No | Titre français                                                    | Kanji                                                           | Rōmaji                                                                       | Date de 1re diffusion |
| --- | ----------------------------------------------------------------- | --------------------------------------------------------------- | ---------------------------------------------------------------------------- | --------------------- |
| 1 | Le retour de Kid l'Insaisissable                                  | 蘇る怪盗KID                                                     | Yomigaeru kaitō KID (Le retour de Kaitō Kid)                                 | 4 octobre 2014        |
| Adapté du T.01, CH.01 N.B : Ajout de la présence de Kaitō Corbeau à la fin. N.B : La mort de Toichi se produit lors d'un numéro basé dans un parc d'attraction, les mains liées dans une nacelle. Cependant, sa mort se produit lors d'un numéro scénique dans le manga. |                                                                   |                                                                 |                                                                              |                       |
| 2 | Blue Birthday                                                     | ブルーバースデイ                                                | Burū bāsudē (Blue Birthday)                                                  | 11 octobre 2014       |
| Adapté du T.03, CH.06 (19) N.B : Contrairement au manga, Kaito répond au coup de téléphone de Snake en étant habillé normalement en non en Kid, ce qui créé un problème : Snake devrait de ce fait être au courant de la nouvelle identité du Kid, mais rien n'a été fait depuis. N.B : Alors qu'il lui montre ses gadgets, Kaito demande à Jii qui les a faits. Il répond que cela vient d'un ami à lui - un docteur - et que Kaito pourrait le rencontrer plus tard. On aperçoit alors une coccinelle jaune s'en aller dans la rue, ce qui sous-entend que le professeur Agasa pourrait être cet ami. |                                                                   |                                                                 |                                                                              |                       |
| 3 | Pro contre magicien                                               | ハスラーvsマジシャン                                            | Hasurā vs majishan (Arnaqueur contre magicien)                               | 18 octobre 2014       |
| Adapté du T.2 CH.7 (13) N.B : Le rôle de Nakamori dans le bar est entièrement effacé, ce qui amène à penser que Aoko s'est saoulé toute seule (et non plus par l'intermédiaire de Nakamori dans le manga). |                                                                   |                                                                 |                                                                              |                       |
| 4 | Le Grand Détective se révèle                                      | 名探偵は白日の下に                                              | Meitantei wa hakujitsu no moto ni (Un grand détective entre en scène)        | 25 octobre 2014       |
| Adapté d'un mélange du T.3 CH.2 et 3 (15 et 16) N.B : Quelques éléments ont été changées par rapport au manga : - Dans le manga, cette affaire prend place le 23 et 24 février 1990. Dans cet épisode, on est le 3 et 4 février 2015. |                                                                   |                                                                 |                                                                              |                       |
| 5 | Rouge séduction                                                   | 緋色の誘惑                                                      | Hiiro no yūwaku (La tentatrice écarlate)                                     | 1er novembre 2014     |
| Adapté du T.1 CH.6 N.B : Quelques scènes ont été changées par rapport au manga : - L'affrontement entre Kid et Akako est modifié par rapport au manga, se déroulant devant le manoir de la sorcière au lieu de se tenir dans les rues de la ville. Également, la bataille de neige à la fin est un élément ajouté. |                                                                   |                                                                 |                                                                              |                       |
| 6 | Black Star                                                        | ブラックスター                                                  | Burakku. Sutā                                                                | 8 novembre 2014       |
| Adapté du T.4 CH.3-4 (23-24) Voir aussi la 1re partie de l'épisode 219 dans Détective Conan : La réunion des détectives ! Shinichi Kudō contre Kaitō Kid. N.B : La date du vol de Black Star est modifiée pour correspondre au printemps 2015, ce qui place le vol des aiguilles un an avant. |                                                                   |                                                                 |                                                                              |                       |
| 7 | Un repos éreintant pour Kaito Kuroba                              | 黒羽快斗の忙しい休日                                            | Kuroba Kaito no isogashii kyūjitsu                                           | 15 novembre 2014      |
| Adapté du T.1 CH.4 |                                                                   |                                                                 |                                                                              |                       |
| 8 | Le charme de maturité                                             | 大人のおまじない                                                | Otona no omajinai                                                            | 22 novembre 2014      |
| Adapté d'un mélange du T.2 CH.4 et 6 (10 et 12) N.B : Le fait que deux affaires du manga, pourtant totalement déconnectée l'une de l'autre, soient mises ensemble dans cet épisode change la résolution de l'identité du fantôme de l'école (Akako qui fait de la magie au lieu d'un enseignant qui créé un remède pour ses cheveux). |                                                                   |                                                                 |                                                                              |                       |
| 9 | Voici Phantom Lady                                                | 怪盗淑女（ファントム・レディ）登場                              | Kaitō Shukujo tōjō                                                           | 29 novembre 2014      |
| Adapté du T.5 CH.1-2 (29-30) |                                                                   |                                                                 |                                                                              |                       |
| 10 | Phantom Lady et les trésors de Ryôma                              | 怪盗淑女（ファントム・レディ）と龍馬のお宝                      | Kaitō Shukujo to Ryoma no otakara                                            | 6 décembre 2014       |
| Adapté du T.5 CH.2 (30) et du T.70 CH.2 de Détective Conan Épisode centré du point de vue de Kaito sur l'affaire se déroulant dans Détective Conan. Voir aussi l'épisode 627 : La bataille entre Conan et Kaitō Kid pour le trésor de Ryōma - 1re partie. N.B : Première apparition des personnages de Détective Conan dans l'anime. |                                                                   |                                                                 |                                                                              |                       |
| 11 | Kid, Conan et l'illusion des trésors de Ryôma                     | キッド・コナンの龍馬お宝イリュージョン                          | Kid Conan no Ryoma otakara Illusion                                          | 13 décembre 2014      |
| Adapté du T.70 CH.3-4 de Détective Conan Épisode centré du point de vue de Kaito sur l'affaire se déroulant dans Détective Conan. Voir aussi l'épisode 628 : La bataille entre Conan et Kaitō Kid pour le trésor de Ryōma - 2e partie. |                                                                   |                                                                 |                                                                              |                       |
| 12 | La Nuit de Noël et les deux Kid                                   | 聖夜・二人の怪盗KID                                             | Seiya - Futari no Kaitō Kid                                                  | 27 décembre 2014      |
| Adapté du T.3 CH.1 (14) N.B : Contrairement au manga, Akako assiste à la fête d'Aoko (et utilise la magie pour allumer les bougies). |                                                                   |                                                                 |                                                                              |                       |
| 13 | Éloigne-toi de lui !                                              | 彼から手をひいて                                                | Kare kara Te o hīte                                                          | 10 janvier 2015       |
| Adapté du T.2 CH.1 (7) N.B : L'anime clarifie ou change les costumes des élèves durant le concours de ski. |                                                                   |                                                                 |                                                                              |                       |
| 14 | Crystal Mother                                                    | クリスタル・マザー                                              | Kurisutaru mazā                                                              | 17 janvier 2015       |
| Adapté du T.4 CH.1 (21) N.B : L'anime supprime des éléments « violents » du manga, comme lorsque les gardes du corps de la Reine tiennent en joue Nakamori, ou que Snake entre en collision avec le tunnel après sa confrontation avec Kid (ici, il finit par tomber du train). Également, la scène où Kaito vérifie les yeux du chat du Prince pour trouver la pierre et en ressort griffé est totalement changée, Kaito ne déduisant l'absence du bijou que par un simple coup d’œil vers le chat. |                                                                   |                                                                 |                                                                              |                       |
| 15 | Plein d'agents de la police                                       | 王女と泥棒の即興劇                                              | Ōjo to dorobō no sokkyōgeki                                                  | 24 janvier 2015       |
| Adapté du T.1 CH.2 N.B : Quelques scènes ont été changées par rapport au manga : - Également, dans le manga, Kaito ne vérifie pas la pierre sous la lune car ce chapitre se situe avant sa connaissance de Pandora. |                                                                   |                                                                 |                                                                              |                       |
| 16 | Kid VS Conan : la miraculeuse lévitation                          | KID VS コナン 奇跡の空中飛行                                    | KID VS Conan kiseki no kūchū hokō                                            | 31 janvier 2015       |
| Adapté du T44 CH.7-10 de Détective Conan. Épisode centré du point de vue de Kaito lors de l'affaire prenant place dans Détective Conan. Voir aussi l'épisode 356 : Le miracle de la marche dans le ciel de Kaitō Kid. N.B : La présence de Lupin, le chien de Jirokichi Suzuki, est totalement supprimée, même les passages officiels. |                                                                   |                                                                 |                                                                              |                       |
| 17 | Green Dream                                                       | グリーンドーム                                                  | Green Dream                                                                  | 7 février 2015        |
| Adapté du T.3 CH.7 (20) N.B : Quelques éléments ont été changés par rapport au manga : - Au lieu de simplement quitter son siège, Kaito laisse une version gonflable de lui. Également, Kaito ne narre pas la fin de la pièce, qui se déroule entièrement dans l'épisode. A la fin, lorsqu'Aoko demande si c'était vraiment Kid sur scène, Kaito la dissuade en lui disant que c'était sûrement un acteur (passage rajouté, de même que le remerciement d'Aoko). |                                                                   |                                                                 |                                                                              |                       |
| 18 | Golden Eye, première partie : le défi de Chat Noir                | ゴールデン・アイ(前編)黒猫[シャノワール]の挑戦                  | Golden Eye (Zenpen) Kuroneko (Chat Noir) no chōsen                           | 14 février 2015       |
| Adapté du T.4 CH.5-6 (25-26) N.B : Les recherches sur Chat Noir au Blue Parrot sont uniques à l'anime. Également, il y a des scènes supplémentaires sur Hakuba à Paris. |                                                                   |                                                                 |                                                                              |                       |
| 19 | Golden Eye, seconde partie : Kid VS. Chat Noir, la conclusion     | ゴールデン・アイ《後編》 決着 KIDvs黒猫（シャノワール）         | Golden Eye (Kōhen) Ketchaku Kid VS Kuroneko (Chat Noir)                      | 21 février 2015       |
| Adapté du T.4 CH.5-6 (25-26) N.B : Les recherches sur Chat Noir au Blue Parrot sont uniques à l'anime. Également, il y a des scènes supplémentaires sur Hakuba à Paris. |                                                                   |                                                                 |                                                                              |                       |
| 20 | Dark Knight                                                       | ダーク・ナイト                                                  | Dark Knight                                                                  | 28 février 2015       |
| Adapté du T.4 CH.7-8 (27-28) N.B : Quelques éléments ont été changés par rapport au manga : - La chute de Nightmare est modifiée : un morceau de la passerelle s'écroule sous son poids, alors qu'il est déstabilisé en entendant son fils crier dans le manga. De même, il reste en vie assez longtemps pour voir son fils arriver auprès de lui dans l'épisode. |                                                                   |                                                                 |                                                                              |                       |
| 21 | Kid VS Conan : téléportation au clair de lune                     | KIDvsコナン 月下の瞬間移動                                      | KID VS Conan gekka no shunkan idō                                            | 7 mars 2015           |
| Adapté du T.61 CH.1-4 de Détective Conan. Épisode centré du point de vue de Kaito lors de l'affaire prenant place dans Détective Conan. Voir aussi l'épisode 515 : La téléportation magique de Kaitō Kid. N.B : L'explication du tour de magie est donnée au début de l'épisode, lorsque Kaito le prépare. |                                                                   |                                                                 |                                                                              |                       |
| 22 | Red Tear                                                          | レッド・ティアー                                                | Reddo Tiā                                                                    | 14 mars 2015          |
| Adapté du T.4 CH.2 (22) N.B : Quelques éléments ont été changés par rapport au manga : - Dans le manga, Snake et ses hommes continuent d'espionner Jody Hopper, même lorsque Kaito les remarque. Ici, ils s'en vont de suite. - Kaito, déguisé en Paul, exécute un numéro avec des oiseaux. Ici, c'est avec des verres de vin. - La « violence » présente dans le manga est supprimée, comme les brûlures sur les bras des parents de Jody, ainsi que les graves blessures et saignements infligées par Snake et ses hommes sur la troupe de Jody.                                                      |                                                                   |                                                                 |                                                                              |                       |
| 23 | Midnight Crow, 1re partie : Son nom est Corbeau l'Insaisissable ! | 真夜中の烏（ミッドナイト・クロウ）（前編）その名は怪盗コルボー! | Mayonaka no karasu (Middonaito Kurou) (Zenpen) Sono na wa Kaitō Corbeau!     | 21 mars 2015          |
| Adapté du T.5 CH.3-5 (31-33) N.B : Le passage où Kaito songe à tous ses souvenirs au moment où sa mère lui suggère d'aller à Las Vegas est unique à l'anime. |                                                                   |                                                                 |                                                                              |                       |
| 24 | Midnight Crow, 2e partie : Confrontation ! Blanc ou Noir ?!       | 真夜中の烏（ミッドナイト・クロウ）（後編）激突!白か黒か!?       | Mayonaka no karasu (Middonaito Kurou) (Kōhen) Gekitotsu! Shiro ka, kuro ka!? | 28 mars 2015          |
| Adapté du T.5 CH.3-5 (31-33) N.B : Le passage où Hakuba vérifie les bijoux lors du second vol est supprimé. La dernière conversation entre Kid et Corbeau est propre à l'anime, de même que le passage final au Blue Parrot. |                                                                   |                                                                 |                                                                              |                       |